# Kasper Gudnitz
Kasper Gudnitz (født 8. juli 1989 i Birkerød) er en dansk håndboldtræner og tidligere håndboldspiller, der er cheftræner for svenske Skövde HF. Før det var han assistent træner i Skara HF.
Som spiller spillere han for HC Midtjylland og Randers HK og Norske Fyllingen-Bergen. Han kom til HC Midtjylland i 2010. Han har tidligere optrådt for Viborg HK, Ikast og Skive fH. Han indstillede karrieren i 2019.
Kasper blev i September 2015 kåret til månedens spiller i Boxer Herreligaen.
Han danner par med den svenske håndboldspiller Michaela Ek.